# Prostomis morsitans
Prostomis morsitans es una especie de coleóptero de la familia Prostomidae.

## Distribución geográfica
Habita en la India.